# Campionato bosniaco di pallavolo maschile
Il campionato bosniaco di pallavolo maschile è un insieme di tornei pallavolistici per squadre di club bosniache, istituiti dalla Federazione pallavolistica della Bosnia ed Erzegovina.

## Struttura
- Campionati nazionali professionistici:

Premijer liga: a girone unico, partecipano dieci squadre.